# 1624
1624 (MDCXXIV) a fost un an bisect al calendarului gregorian, care a început într-o zi de luni.

## Evenimente
Fondarea orașului New York de către Iacob al II-lea al Angliei 

## Nașteri
- 26 ianuarie: Georg Wilhelm, Duce de Brunswick-Lüneburg, bunicul regelui George al II-lea al Marii Britanii (d. 1679)
- 26 octombrie: Dosoftei Barilă, cărturar român, Mitropolit al Moldovei (d. 1693)

## Decese
- 17 noiembrie: Jakob Böhme  (n. 1575)
- 26 decembrie: Simon Marius astronom german (n. 1573)
- 5 decembrie: Gaspard Bauhin botanist elvețian (n. 1560)
- 31 iulie: Henric al II-lea, Duce de Lorena  (n. 1563)
- 4 februarie: Vicente Espinel scriitor spaniol (n. 1550)
- 8 septembrie: Marco Antonio de Dominis  (n. 1560)
- dată necunoscută: Diego de Aguilar pictor spaniol (n. ?)